# Харкс, Иэн
И́эн Э́ндрю Ха́ркс (англ. Ian Andrew Harkes; 30 марта 1995, Дерби, Англия) — американский футболист, атакующий полузащитник клуба «Нью-Инглэнд Революшн».

## Биография

### Ранние годы и начало карьеры
Иэн — сын бывшего футболиста сборной США Джона Харкса. Родился в Англии, когда его отец выступал за «Дерби Каунти». Рос в городе Фэрфакс штата Виргиния.
В 2009 году Харкс присоединился к академии футбольного клуба «Ди Си Юнайтед». Был капитаном в командах до 16 лет и до 18 лет.
В 2012 году Национальная ассоциация футбольных тренеров включила Харкса, учившегося в Старшей школе колледжа Гонзаги, во всеамериканскую первую символическую сборную старших школ и пригласила на всеамериканский футбольный матч старших школ.
Во время обучения в Университете Уэйк-Форест в 2013—2016 годах Харкс играл за университетскую футбольную команду в Национальной ассоциации студенческого спорта. В сезоне 2016 он помог «Уэйк-Форест Димон Диконз» выйти в финал студенческого чемпионата, забив «золотой гол» в полуфинале против «Денвер Пайонирз» (Денверский университет). Однако, в матче за Кубок колледжей «Уэйк-Форест Димон Диконз» уступили в серии послематчевых пенальти «Стэнфорд Кардинал» (Стэнфордский университет). По итогам 2016 года Харкс удостоился «Херманн Трофи», приза лучшему игроку студенческого футбола США.

### Клубная карьера
23 января 2017 года клуб MLS «Ди Си Юнайтед» подписал Харкса в обход драфта в качестве доморощенного игрока. Его профессиональный дебют состоялся 12 марта в матче против «Нью-Йорк Сити», в котором он вышел в стартовом составе. Свой первый гол за «Ди Си Юнайтед» забил 13 июня в матче Открытого кубка США против любительской команды «Кристос». Свой первый гол в MLS забил 4 июля в ворота «Далласа». По окончании сезона 2018 «Ди Си Юнайтед» не продлил контракт с Харксом.
15 января 2019 года Харкс подписал двухлетний контракт с клубом Шотландского Чемпионшипа «Данди Юнайтед». Отличился голом в дебютном матче за «Данди Юнайтед», в поединке Кубка Шотландии против «Монтроза» 19 января. 23 июня 2020 года Харкс подписал с «Данди Юнайтед» новый контракт до лета 2022 года. В сентябре 2021 года забил два решающих гола, принёсшие победу над «Данди» 1:0 и ничью с «Селтиком» 1:1, за что был назван игроком месяца в Премьершипе. По итогам сезона 2021/22 был признан игроком года «Данди Юнайтед». 30 июня 2022 года Харкс продлил контракт с «Данди Юнайтед» на один год. По окончании сезона 2022/23 Харкс покинул «Данди Юнайтед» в связи с истечением срока контракта.
5 июля 2023 года Харкс вернулся в MLS, подписав контракт с «Нью-Инглэнд Революшн» до конца сезона 2023 с опциями продления на сезоны 2024 и 2025. «Нью-Инглэнд Революшн» выменял права на него в лиге у «Ди Си Юнайтед» за пик второго раунда Супердрафта MLS 2024 и условные $50 тыс. в общих распределительных средствах в 2025 году. За «Революшн» он дебютировал 8 июля в матче против «Нью-Йорк Ред Буллз», отыграв 22 минуты после выхода на замену вместо Эсмира Байрактаревича. 15 июля в матче против своего бывшего клуба «Ди Си Юнайтед» забил свои первые голы за «Революшн», сделав дубль. По окончании сезона 2023 «Нью-Инглэнд Революшн» задействовал двухлетнюю опцию продления контракта Харкса, гарантировав ему контракт на сезоны 2024 и 2025.

### Международная карьера
В 2014 году, в январе и мае, Харкс вызывался в тренировочные лагеря сборной США до 20 лет.
В августе 2015 года Харкс принимал участие в тренировочном лагере сборной США до 23 лет для футболистов-студентов в рамках подготовки к отборочным матчам на Олимпийские игры 2016.
8 января 2018 года Харкс был приглашён в тренировочный лагерь сборной США перед товарищеским матчем со сборной Боснии и Герцеговины, однако в заявку на игру, состоявшуюся 28 января, он не попал.

## Достижения
Командные
 «Данди Юнайтед»
- Победитель Шотландского Чемпионшипа: 2019/20

Личные
- Игрок месяца в Премьершипе: сентябрь 2021

## Статистика выступлений
| Выступление          | Выступление      | Выступление      | Лига | Лига | Кубок | Кубок | Континент. | Континент. | Прочие | Прочие | Итого | Итого |
| Клуб                 | Лига             | Сезон            | Игры | Голы | Игры  | Голы  | Игры       | Голы       | Игры   | Голы   | Игры  | Голы  |
| -------------------- | ---------------- | ---------------- | ---- | ---- | ----- | ----- | ---------- | ---------- | ------ | ------ | ----- | ----- |
| Ди Си Юнайтед        | MLS              | 2017             | 25   | 2    | 2     | 1     | —          | —          | —      | —      | 27    | 3     |
| Ди Си Юнайтед        | MLS              | 2018             | 8    | 0    | 2     | 1     | —          | —          | 0      | 0      | 10    | 1     |
| Ди Си Юнайтед        | Итого            | Итого            | 33   | 2    | 4     | 2     | —          | —          | 0      | 0      | 37    | 4     |
| Данди Юнайтед        | Чемпионшип       | 2018/19          | 13   | 0    | 3     | 1     | —          | —          | 4      | 0      | 20    | 1     |
| Данди Юнайтед        | Чемпионшип       | 2019/20          | 26   | 2    | 2     | 0     | —          | —          | 3      | 0      | 31    | 2     |
| Данди Юнайтед        | Премьершип       | 2020/21          | 35   | 1    | 4     | 0     | —          | —          | 4      | 1      | 43    | 2     |
| Данди Юнайтед        | Премьершип       | 2021/22          | 28   | 3    | 3     | 1     | —          | —          | 6      | 0      | 37    | 4     |
| Данди Юнайтед        | Премьершип       | 2022/23          | 30   | 2    | 1     | 0     | 2          | 0          | 1      | 1      | 34    | 3     |
| Данди Юнайтед        | Итого            | Итого            | 132  | 8    | 13    | 2     | 2          | 0          | 18     | 2      | 165   | 12    |
| Нью-Инглэнд Революшн | MLS              | 2023             | 9    | 2    | —     | —     | 4          | 0          | 0      | 0      | 13    | 2     |
| Нью-Инглэнд Революшн | Итого            | Итого            | 9    | 2    | —     | —     | 4          | 0          | 0      | 0      | 13    | 2     |
| Всего за карьеру     | Всего за карьеру | Всего за карьеру | 174  | 12   | 17    | 4     | 6          | 0          | 18     | 2      | 215   | 18    |

1. ↑  В графу «Прочие» входят игры и голы в плей-офф Кубка MLS, плей-офф Шотландского Премьершипа, Кубке шотландской лиги и Шотландском кубке вызова.